# Ira Joy Chase
Ira Joy Chase, född 7 december 1834 i Monroe County, New York, död 11 maj 1895 i Lubec, Maine, var en amerikansk republikansk politiker och pastor inom Kristi församlingar-rörelsen. Han var Indianas viceguvernör 1889–1891 och guvernör 1891–1893.
Chase tjänstgjorde i ett år i nordstatsarmén i amerikanska inbördeskriget. Efter kriget arbetade han som pastor i Indiana. 1886 utnämndes han till kaplan för veteranorganisationen Grand Army of the Republic i Indiana.
År 1889 tillträdde Chase som Indianas viceguvernör. Guvernör Alvin Peterson Hovey avled 1891 i ämbetet. Chase innehade sedan guvernörsämbetet fram till slutet av Hoveys mandatperiod. Han ställde upp för omval men förlorade mot Claude Matthews. Chase avled 1895 och gravsattes på Crown Hill Cemetery i Indianapolis.